# Patricia McFadden
Patricia McFadden (1952) es una feminista, socióloga, escritora, educadora y editora africana de eSwatini. También es una activista y académica que trabajó en el movimiento contra el apartheid durante más de 20 años. McFadden también ha trabajado en los movimientos feministas africanos y mundial. Como escritora, ha sido blanco de persecución política. Ha trabajado como editora de las revistas Southern African Feminist Review y African Feminist Perspectives. Imparte clases y aboga a escala internacional por los problemas de la mujer. McFadden ha sido profesora en la Universidad de Cornell, el Spelman College, la Universidad de Siracusa y el Smith College en Estados Unidos. También trabaja como "consultora feminista", apoyando a las mujeres en la creación de espacios feministas institucionalmente sostenibles en el sur de África.

## Trayectoria
MacFaden estudió Política y Administración en la Universidad de Botsuana y Suazilandia, con economía y sociología como asignaturas secundarias. Posteriormente cursó un máster en Sociología en la Universidad de Dar es Salaam. En 1987 se doctoró en la Universidad de Warwick en el Reino Unido.
De 1993 al 2005, MacFaden trabajó como responsable de programas en el Southern African Regional Institute for Policy Studies (SARIPS) en Zimbabue. De 1995 al 2000, fue editora de la revista Southern African Feminist Review. De 1998 al 2000 fue decana de International Women’s University (IFU) en Hannover. También impartió clases  en el programa del máster en Política Social (MPS) ofrecido por SARIPS durante los últimos siete años. Fue profesora adjunta en el programa de estudios en el extranjero de la Universidad de Syracuse en Zimbabue, y más tarde en la sede central de Syracuse, Nueva York, como docente del Departamento de Estudios Afroamericanos.
Como ensayista, las principales áreas de investigación y análisis de McFadden son: la sexualidad, la salud reproductiva y sexual, y la identidad, la violencia sexual y ciudadanía de las mujeres africanas. Ha presentado numerosas ponencias en universidades, conferencias y seminarios a nivel internacional en Noruega, Suecia, Dinamarca, Namibia, Sudáfrica, Ghana, Yibuti, Kenia, Uganda, Brasil, China, Alemania, Etiopía, Reino Unido y otros.

## Publicaciones

### Ensayos
- "Becoming Postcolonial: African Women Changing the Meaning of Citizenship" - 2005.
- "Challenging HIV and AIDS: Resistance and Advocacy in the Lives of Black Women in Southern Africa"
- "War Through a Feminist Lens"[1]
- "Between a Rock and a Hard Place: Positioning Feminism in the ‘Africa Debate,’ and ‘Patriarchy'"
- "Sexuality and Globalization"[1]

### Libros
- "Gender in Southern Africa: A Gendered Perspective" (Sapes Books)- 1998[2]
- "Reflections on Gender Issues in Africa" (Sapes Books) - 1999[2]
- "Reconceptualizing the Family in a Changing Southern African Environment" with Sara C. Mvududu (Africa Institute of South Africa), 2001.[2]

## Reconocimientos
En 1999, McFadden recibió el Hellman/Hammett Human Rights Award (Human Rights Watch), un reconocimiento otorgado a escritores de todo el mundo que han sufrido persecución política.